# Ribeira do Piauí
Ribeira do Piauí est une municipalité brésilienne située dans l'État du Piauí.